# Brian Pallister
Brian William Pallister (Portage la Prairie, 6 luglio 1954) è un politico canadese.

## Biografia

### Formazione e lavoro
Brian William Pallister ha frequentato il Portage Collegiate Institute e si è laureato all'Università di Brandon, dopodiché ha insegnato storia, geografia e scienze ambientali alla William Morton Collegiate tra il 1976 e il 1979. Ha poi lavorato come consulente per i servizi finanziari tra il 1979 e il 1992. 

### Attività politica

#### Ingresso in politica
La sua carriera politica per il Partito Progressista del Manitoba è iniziata quando è stato eletto per la prima volta all'Assemblea legislativa di Manitoba il 15 settembre 1992 in un'elezione suppletiva nel collegio elettorale di Portage la Prairie ed è stato membro dell'Assemblea legislativa del Manitoba dopo la sua rielezione del 25 aprile 1995 fino al 28 aprile 1997. Durante quel periodo ha servito nel governo provinciale del Premier Gary Filmon dal 9 maggio 1995 al 6 gennaio 1997 come Ministro dei servizi governativi. Nelle elezioni del 2 giugno 1997, si candidò nel collegio elettorale di Portage-Lisgar per un seggio alla Camera dei comuni del Canada, ma perse poco prima di Jake Hoeppner del Partito riformista.

#### Membro dell'Assemblea legislativa del Manitoba e nel governo canadese
Nelle elezioni del 27 novembre 1997, Pallister è stato eletto membro della Camera dei Comuni per l'Alleanza Canadese nel collegio elettorale di Prtage-Lisgar. Durante la sua adesione al parlamento, è stato portavoce del suo gruppo in vari settori come la finanza, gli affari esteri, il commercio internazionale, lo sviluppo delle risorse umane e le tasse nazionali. Nella 37ª legislatura (2000-2004) è stato temporaneamente vicepresidente della commissione per gli affari esteri e il commercio internazionale e della commissione per lo sviluppo delle risorse umane e lo status delle persone con disabilità e della commissione per le risorse umane, lo sviluppo delle competenze, lo sviluppo sociale e la condizione delle persone con disabilità. Durante la 39ª legislatura, è stato temporaneamente presidente della commissione per le finanze e della sottocommissione per l'ordine del giorno e le procedure della commissione per le finanze. Nel 2º governo canadese del Primo ministro Stephen Harper, ha servito come Segretario di Stato parlamentare per il commercio internazionale presso il Dipartimento per la cooperazione internazionale, gli affari esteri e il commercio internazionale tra il 10 ottobre 2007 e il 25 marzo 2008.

#### Ritorno alla politica locale e Premier del Manitoba

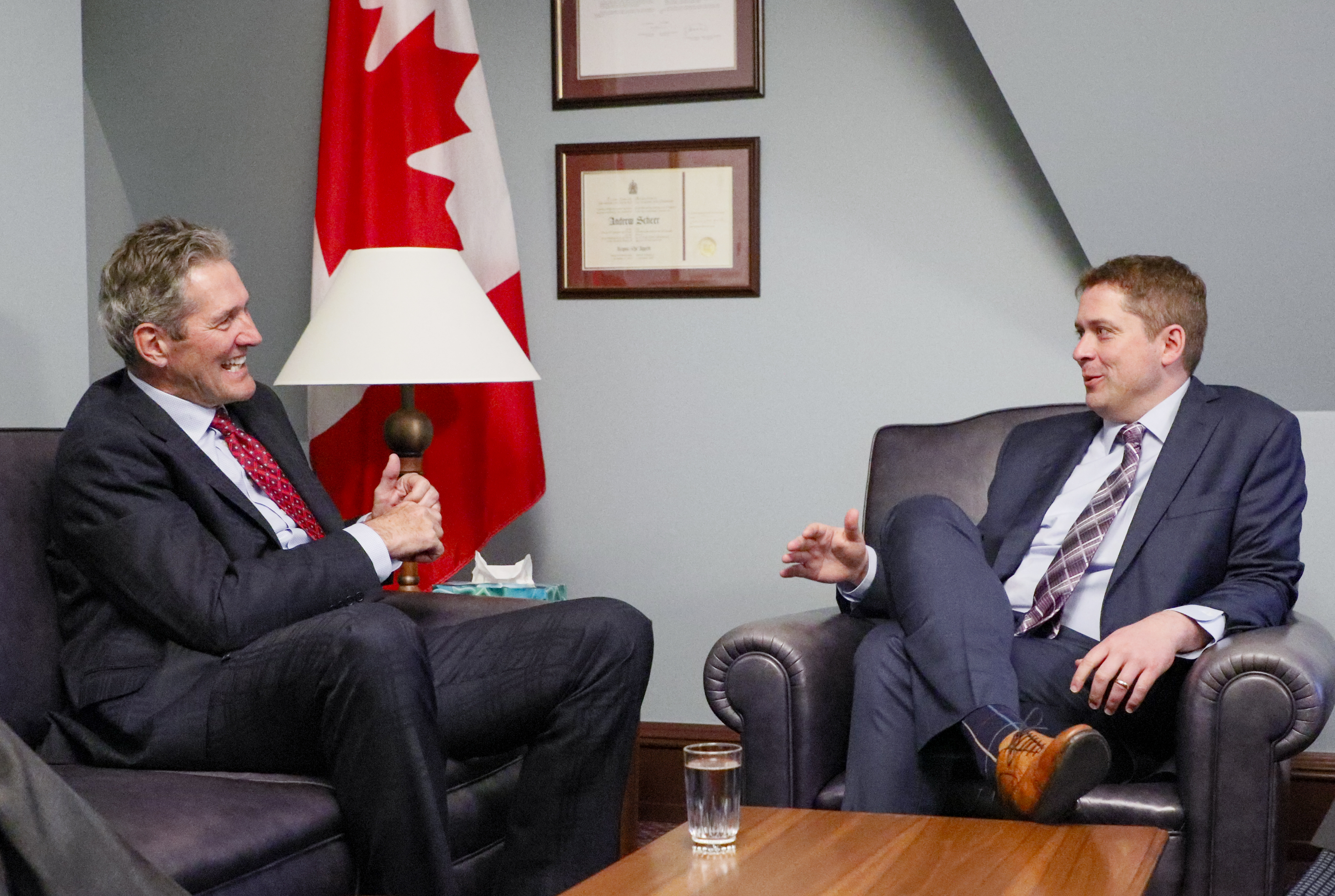
Brian Pallister con il leader dell'opposizione Andrew Scheer, 29 maggio 2019.

Il 4 settembre 2012, Brian Pallister è tornato alla politica provinciale ed è stato nuovamente membro dell'Assemblea legislativa del Manitoba in un'elezione suppletiva nel collegio elettorale di Fort Whyte, che ha rappresentato da allora. Come successore di Hugh McFadyen, è stato anche presidente del Partito Progressista del Manitoba e, come tale, leader dell'opposizione nell'assemblea legislativa. Dall'elezione all'assemblea legislativa del 19 aprile 2016, il Partito Progressista del Manitoba ha ottenuto 39 dei 57 seggi, mentre il Nuovo Partito Democratico del Manitoba (NDP) al governo ha perso 24 dei suoi 37 seggi e aveva solo 13 membri. Di conseguenza, il precedente Premier Greg Selinger dell'NDP è stato sostituito da Pallister come premier del Manitoba il 3 maggio 2016. Nel suo gabinetto, poi presentato, ha assunto anche le funzioni di Presidente del Consiglio Direttivo, Ministro per le Relazioni Governative Interne e Ministro per le Relazioni Internazionali.